# スコット・ダン
スコット・ダン（英語: Scott Dann、1987年2月14日 - ）はイングランド・リヴァプール出身のサッカー選手。レディングFC所属。DF。

## 経歴

### ウォルソールFC
ウォルソールFCの下部組織出身で、2004-2005シーズンにトップチームに昇格する。初年度はデンマーク・スーペルリーガのHBキューゲやフットボールリーグ1のレディッチ・ユナイテッドFCに期限付き移籍し、ウォルソールでプレーしたのは2007年からである。

### コヴェントリー・シティ
2008年1月の移籍市場で、リーグ1のコヴェントリー・シティFCに100万ポンドで移籍した。

### クリスタル・パレス
2014年1月31日、プレミアリーグのクリスタル・パレスFCに3年半契約で移籍した。2016年8月2日にはキャプテン職を引き継いだ。

### レディング
2021年8月30日、レディングFCと1年契約を結んだ。